# Lista de vencedores do Super Bowl

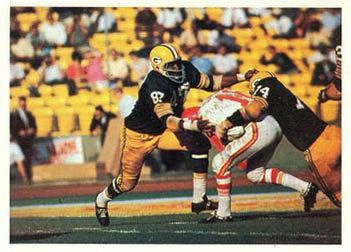
O jogo entre Packers e Chiefs, no Super Bowl I, em 1967.

Esta é uma lista de vencedores do Super Bowl, ou seja, todos os times de futebol americano que ganharam a National Football League. Super Bowls são sediados em uma cidade estadunidense que é escolhida com anos de antecedência. O ganhador da final da AFC enfrenta o ganhador da final da NFC, sendo o último jogo depois dos playoffs da NFL. Antes da fusão de 1970 da American Football League e da NFL, os campeões das duas ligas se enfrentavam em um jogo decisivo.

## Campeonatos entre a AFL e a NFL
| National Football League (NFL) | American Football League (AFL) |

| Jogo | Data                  | Time Campeão           | Placar | Time Vice-campeão  | Estádio                           | Cidade               |
| ---- | --------------------- | ---------------------- | ------ | ------------------ | --------------------------------- | -------------------- |
| I    | 15 de janeiro de 1967 | Green Bay Packers (1)  | 35-10  | Kansas City Chiefs | Los Angeles Memorial Coliseum (1) | Los Angeles, CA (1)  |
| II   | 14 de janeiro de 1968 | Green Bay Packers (2)  | 33-14  | Oakland Raiders    | Miami Orange Bowl (1)             | Miami, FL (1)        |
| III  | 12 de janeiro de 1969 | New York Jets (1)      | 16-7   | Baltimore Colts    | Miami Orange Bowl (2)             | Miami, FL (2)        |
| IV   | 11 de janeiro de 1970 | Kansas City Chiefs (1) | 23-7   | Minnesota Vikings  | Tulane Stadium (1)                | Nova Orleans, LA (1) |

## Campeonatos da NFL
| American Football Conference (AFC) | National Football Conference (NFC) |

| Jogo    | Data                    | Time Campeão             | Placar | Time Vice-campeão                    | Estádio                           | Cidade                  |
| ------- | ----------------------- | ------------------------ | ------ | ------------------------------------ | --------------------------------- | ----------------------- |
| V       | 17 de janeiro de 1971   | Baltimore Colts (1)      | 16-13  | Dallas Cowboys                       | Miami Orange Bowl (3)             | Miami, FL (3)           |
| VI      | 16 de janeiro de 1972   | Dallas Cowboys (1)       | 24-3   | Miami Dolphins                       | Tulane Stadium (2)                | Nova Orleans, LA (2)    |
| VII     | 14 de janeiro de 1973   | Miami Dolphins (1)       | 14-7   | Washington Redskins/W. Football Team | Los Angeles Memorial Coliseum (2) | Los Angeles, CA (2)     |
| VIII    | 13 de janeiro de 1974   | Miami Dolphins (2)       | 24-7   | Minnesota Vikings                    | Rice Stadium (1)                  | Houston, TX (1)         |
| IX      | 12 de janeiro de 1975   | Pittsburgh Steelers (1)  | 16-6   | Minnesota Vikings                    | Tulane Stadium (3)                | Nova Orleans, LA (3)    |
| X       | 18 de janeiro de 1976   | Pittsburgh Steelers (2)  | 21-17  | Dallas Cowboys                       | Miami Orange Bowl (4)             | Miami, FL (4)           |
| XI      | 9 de janeiro de 1977    | Oakland Raiders (1)      | 32-14  | Minnesota Vikings                    | Rose Bowl (1)                     | Pasadena, CA (1)        |
| XII     | 15 de janeiro de 1978   | Dallas Cowboys (2)       | 27-10  | Denver Broncos                       | Louisiana Superdome (1)           | Nova Orleans, LA (4)    |
| XIII    | 21 de janeiro de 1979   | Pittsburgh Steelers (3)  | 35-31  | Dallas Cowboys                       | Miami Orange Bowl (5)             | Miami, FL (5)           |
| XIV     | 21 de janeiro de 1980   | Pittsburgh Steelers (4)  | 31-19  | Los Angeles Rams                     | Rose Bowl (2)                     | Pasadena, CA (2)        |
| XV      | 25 de janeiro de 1981   | Oakland Raiders (2)      | 27-10  | Philadelphia Eagles                  | Louisiana Superdome (2)           | Nova Orleans, LA (5)    |
| XVI     | 24 de janeiro de 1982   | San Francisco 49ers (1)  | 26-21  | Cincinnati Bengals                   | Pontiac Silverdome (1)            | Pontiac, MI (1)         |
| XVII    | 30 de janeiro de 1983   | Washington Redskins (1)  | 27-17  | Miami Dolphins                       | Rose Bowl (3)                     | Pasadena, CA (3)        |
| XVIII   | 22 de janeiro de 1984   | Los Angeles Raiders (3)  | 38-9   | Washington Redskins                  | Tampa Stadium (1)                 | Tampa, FL (1)           |
| XIX     | 20 de janeiro de 1985   | San Francisco 49ers (2)  | 38-16  | Miami Dolphins                       | Stanford Stadium (1)              | Stanford, CA (1)        |
| XX      | 26 de janeiro de 1986   | Chicago Bears (1)        | 46-10  | New England Patriots                 | Louisiana Superdome (3)           | Nova Orleans, LA (6)    |
| XXI     | 25 de janeiro de 1987   | New York Giants (1)      | 39-20  | Denver Broncos                       | Rose Bowl (4)                     | Pasadena, CA (4)        |
| XXII    | 31 de janeiro de 1988   | Washington Redskins (2)  | 42-10  | Denver Broncos                       | Jack Murphy Stadium (1)           | San Diego, CA (1)       |
| XXIII   | 22 de janeiro de 1989   | San Francisco 49ers (3)  | 20-16  | Cincinnati Bengals                   | Joe Robbie Stadium (1)            | Miami, FL (6)           |
| XXIV    | 28 de janeiro de 1990   | San Francisco 49ers (4)  | 55-10  | Denver Broncos                       | Louisiana Superdome (4)           | Nova Orleans, LA (7)    |
| XXV     | 27 de janeiro de 1991   | New York Giants (2)      | 20-19  | Buffalo Bills                        | Tampa Stadium (2)                 | Tampa, FL (2)           |
| XXVI    | 26 de janeiro de 1992   | Washington Redskins (3)  | 37-24  | Buffalo Bills                        | H.H. Humphrey Metrodome (1)       | Minneapolis, MN (1)     |
| XXVII   | 31 de janeiro de 1993   | Dallas Cowboys (3)       | 52-17  | Buffalo Bills                        | Rose Bowl (5)                     | Pasadena, CA (5)        |
| XXVIII  | 30 de janeiro de 1994   | Dallas Cowboys (4)       | 30-13  | Buffalo Bills                        | Georgia Dome (1)                  | Atlanta, GA (1)         |
| XXIX    | 29 de janeiro de 1995   | San Francisco 49ers (5)  | 49-26  | San Diego Chargers                   | Joe Robbie Stadium (2)            | Miami, FL (7)           |
| XXX     | 28 de janeiro de 1996   | Dallas Cowboys (5)       | 27-17  | Pittsburgh Steelers                  | Sun Devil Stadium (1)             | Tempe, AZ (1)           |
| XXXI    | 26 de janeiro de 1997   | Green Bay Packers (3)    | 35-21  | New England Patriots                 | Louisiana Superdome (5)           | Nova Orleans, LA (8)    |
| XXXII   | 25 de janeiro de 1998   | Denver Broncos (1)       | 31-24  | Green Bay Packers                    | Qualcomm Stadium (2)              | San Diego, CA (2)       |
| XXXIII  | 31 de janeiro de 1999   | Denver Broncos (2)       | 34-19  | Atlanta Falcons                      | Pro Player Stadium (3)            | Miami, FL (8)           |
| XXXIV   | 30 de janeiro de 2000   | St. Louis Rams (1)       | 23-16  | Tennessee Titans                     | Georgia Dome (2)                  | Atlanta, GA (2)         |
| XXXV    | 28 de janeiro de 2001   | Baltimore Ravens (1)     | 34-7   | New York Giants                      | Raymond James Stadium (1)         | Tampa, FL (3)           |
| XXXVI   | 3 de fevereiro de 2002  | New England Patriots (1) | 20-17  | St. Louis Rams                       | Louisiana Superdome (6)           | Nova Orleans, LA (9)    |
| XXXVII  | 26 de janeiro de 2003   | Tampa Bay Buccaneers (1) | 48-21  | Oakland Raiders                      | Qualcomm Stadium (3)              | San Diego, CA (3)       |
| XXXVIII | 1 de fevereiro de 2004  | New England Patriots (2) | 32-29  | Carolina Panthers                    | Reliant Stadium (1)               | Houston, TX (2)         |
| XXXIX   | 6 de fevereiro de 2005  | New England Patriots (3) | 24-21  | Philadelphia Eagles                  | ALLTEL Stadium (1)                | Jacksonville, FL (1)    |
| XL      | 5 de fevereiro de 2006  | Pittsburgh Steelers (5)  | 21-10  | Seattle Seahawks                     | Ford Field (1)                    | Detroit, MI (2)         |
| XLI     | 4 de fevereiro de 2007  | Indianapolis Colts (2)   | 29-17  | Chicago Bears                        | Dolphin Stadium (4)               | Miami, FL (9)           |
| XLII    | 3 de fevereiro de 2008  | New York Giants (3)      | 17-14  | New England Patriots                 | University of Phoenix Stadium (1) | Glendale, AZ (2)        |
| XLIII   | 1 de fevereiro de 2009  | Pittsburgh Steelers (6)  | 27-23  | Arizona Cardinals                    | Raymond James Stadium (2)         | Tampa, FL (4)           |
| XLIV    | 7 de fevereiro de 2010  | New Orleans Saints (1)   | 31-17  | Indianapolis Colts                   | Sun Life Stadium (5)              | Miami, FL (10)          |
| XLV     | 6 de fevereiro de 2011  | Green Bay Packers (4)    | 31-25  | Pittsburgh Steelers                  | Cowboys Stadium (1)               | Arlington, TX (1)       |
| XLVI    | 5 de fevereiro de 2012  | New York Giants (4)      | 21-17  | New England Patriots                 | Lucas Oil Stadium (1)             | Indianápolis, IN (1)    |
| XLVII   | 3 de fevereiro de 2013  | Baltimore Ravens (2)     | 34-31  | San Francisco 49ers                  | Mercedes-Benz Superdome (7)       | Nova Orleans, LA (10)   |
| XLVIII  | 2 de fevereiro de 2014  | Seattle Seahawks (1)     | 43-8   | Denver Broncos                       | MetLife Stadium (1)               | East Rutherford, NJ (1) |
| XLIX    | 1 de fevereiro de 2015  | New England Patriots (4) | 28-24  | Seattle Seahawks                     | University of Phoenix Stadium (2) | Glendale, AZ (3)        |
| 50      | 7 de fevereiro de 2016  | Denver Broncos (3)       | 24-10  | Carolina Panthers                    | Levi's Stadium (1)                | Santa Clara, CA (1)     |
| LI      | 5 de fevereiro de 2017  | New England Patriots (5) | 34-28  | Atlanta Falcons                      | Reliant Stadium (2)               | Houston, TX (3)         |
| LII     | 4 de fevereiro de 2018  | Philadelphia Eagles (1)  | 41-33  | New England Patriots                 | U.S. Bank Stadium (1)             | Minneapolis, MIN (2)    |
| LIII    | 3 de fevereiro de 2019  | New England Patriots (6) | 13-3   | Los Angeles Rams                     | Mercedes-Benz Stadium (1)         | Atlanta, GA (3)         |
| LIV     | 2 de fevereiro de 2020  | Kansas City Chiefs (2)   | 31-20  | San Francisco 49ers                  | Hard Rock Stadium (6)             | Miami, FL (11)          |
| LV      | 7 de fevereiro de 2021  | Tampa Bay Buccaneers (2) | 31-9   | Kansas City Chiefs                   | Raymond James Stadium (3)         | Tampa, FL (5)           |
| LVI     | 13 de fevereiro de 2022 | Los Angeles Rams (2)     | 23-20  | Cincinnati Bengals                   | SoFi Stadium (1)                  | Inglewood, CA (1)       |
| LVII    | 12 de fevereiro de 2023 | Kansas City Chiefs (3)   | 38-35  | Philadelphia Eagles                  | State Farm Stadium (3)            | Glendale, AZ (4)        |
| LVIII   | 11 de fevereiro de 2024 | Kansas City Chiefs (4)   | 25-22  | San Francisco 49ers                  | Allegiant Stadium (1)             | Paradise, NV (1)        |
| LIX     | 9 de fevereiro de 2025  | Philadelphia Eagles (2)  | 40-22  | Kansas City Chiefs                   | Caesars Superdome (8)             | Nova Orleans, LA (11)   |

## Maiores vencedores do Super Bowl

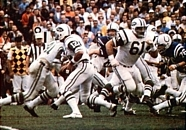
Vitória dos Jets sobre os Colts no Super Bowl III.

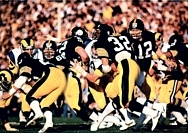
Imagens do Super Bowl XIV. Os Steelers derrotaram os Rams e conquistaram seu quarto título.

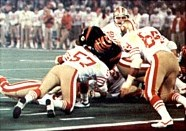
Os 49ers e os Bengals, que se enfrentaram no Super Bowl XVI (foto). Voltariam a se enfrentar no Super Bowl XXIII.

| Equipes da Liga Nacional (29) | Equipes da Liga Americana (29) |

| Títulos vencidos | Equipe                                      | Temporadas                         |
| ---------------- | ------------------------------------------- | ---------------------------------- |
| 6                | Pittsburgh Steelers                         | 1974, 1975, 1978, 1979, 2005, 2008 |
| 6                | New England Patriots                        | 2001, 2003, 2004, 2014, 2016, 2018 |
| 5                | San Francisco 49ers                         | 1981, 1984, 1988, 1989, 1994       |
| 5                | Dallas Cowboys                              | 1971, 1977, 1992, 1993, 1995       |
| 4                | Green Bay Packers                           | 1966, 1967, 1996, 2010             |
| 4                | New York Giants                             | 1986, 1990, 2007, 2011             |
| 4                | Kansas City Chiefs                          | 1969, 2019, 2022, 2023             |
| 3                | Los Angeles/Oakland/Las Vegas Raiders       | 1976, 1980, 1983                   |
| 3                | Washington Redskins/W. Football Team        | 1982, 1987, 1991                   |
| 3                | Denver Broncos                              | 1997, 1998, 2015                   |
| 2                | Miami Dolphins                              | 1972, 1973                         |
| 2                | Baltimore/Indianapolis Colts                | 1970, 2006                         |
| 2                | Baltimore Ravens                            | 2000, 2012                         |
| 2                | Tampa Bay Buccaneers                        | 2002, 2020                         |
| 2                | St. Louis/Los Angeles Rams                  | 1999, 2021                         |
| 2                | Philadelphia Eagles                         | 2017, 2024                         |
| 1                | New York Jets                               | 1968                               |
| 1                | Chicago Bears                               | 1985                               |
| 1                | New Orleans Saints                          | 2009                               |
| 1                | Seattle Seahawks                            | 2013                               |
| 0                | Houston/Tennessee Oilers/Tennessee Titans   |                                    |
| 0                | Atlanta Falcons                             |                                    |
| 0                | San Diego/Los Angeles Chargers              |                                    |
| 0                | Buffalo Bills                               |                                    |
| 0                | Cincinnati Bengals                          |                                    |
| 0                | Minnesota Vikings                           |                                    |
| 0                | Chicago/St. Louis/Phoenix/Arizona Cardinals |                                    |
| 0                | Detroit Lions                               |                                    |
| 0                | Cleveland Browns                            |                                    |
| 0                | Jacksonville Jaguars                        |                                    |
| 0                | Houston Texans                              |                                    |
| 0                | Carolina Panthers                           |                                    |